# Naturschutzgebiet Kirrberg

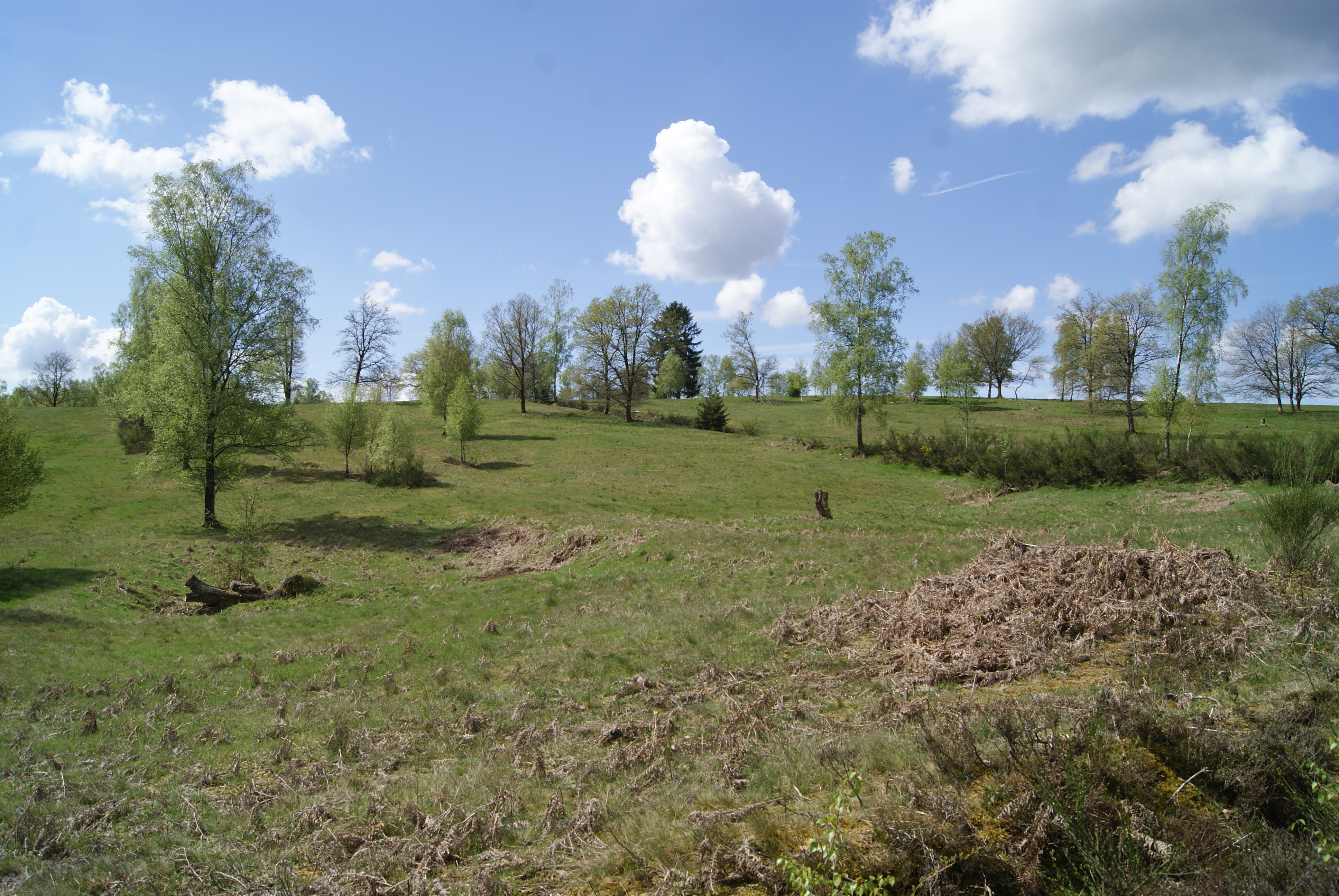
NSG Kirrberg, Mai 2021

Das Naturschutzgebiet Kirrberg mit 50,50 ha Flächengröße liegt östlich von Alchen im Stadtgebiet von Freudenberg und im Kreis Siegen-Wittgenstein. Das Gebiet wurde 2003 durch den Kreistag des Kreises Siegen-Wittgenstein mit dem Landschaftsplan Freudenberg als Naturschutzgebiet ausgewiesen. Das NSG geht bis zur Stadtgrenze. Die angrenzenden Bereiche der Trupbacher Heide im Stadtgebiet Siegen wurden als Naturschutzgebiet Heiden und Magerrasen bei Trupbach ausgewiesen. Beide Schutzgebiete gehören zur Trupbacher Heide und waren früher Teil des Truppenübungsplatzes Trupbach. Teile vom Naturschutzgebiet Kirrberg und vom Naturschutzgebiet Heiden und Magerrasen bei Trupbach bilden das 85 ha große FFH-Gebiet Heiden und Magerrasen bei Trupbach (Nr. DE-5113-301). Die Waldgebiete des ehemaligen Truppenübungsplatzes Trupbach wurden nicht als NSG bzw. FFH-Gebiet ausgewiesen.

## Beschreibung
Beim NSG handelt es sich um Hochflächen des ehemaligen Truppenübungsplatzes Trupbach mit Borstgrasrasen, Silikattrockenrasen, Kleingewässer, Magerwiesen, Magerweiden, Calluna-Heiden und Besenginster-Heiden. Der Truppenübungsplatzes Trupbach wurde ab 1936 von der Wehrmacht genutzt. Nach dem Zweiten Weltkrieg nutzten belgische Streitkräfte den Platz bis 1994. Anschließend war die deutsche Luftwaffe auf einem Teil des Platzes bis 2003 aktiv. Danach sollte der Platz zum Gewerbegebiet werden. der Naturschutz konnte dies verhindern und die Schutzausweisung des Offenlandes erreichen.
Das NSG wird mit etwa 350 Schafen und einigen Ziegen der Schäferei Küthe beweidet. Bei den Schafen handelt es sich meist um Merinolandschafe sowie einige Schwarzkopfschafe. Einige Grünlandbereiche werden auch gemäht um Winterfutter für die Schafherde zu gewinnen. Im Winter 2014/15 wühlte ein entmilitarisierter Leopard 1 Panzer über Teilbereiche der Trupbacher Heide um neuen Raum für Pionierpflanzen- und Tierarten wie konkurrenzschwachen Pflanzen, Amphibien
und Insekten zu schaffen.
Der Landschaftsplan Freudenberg schreibt über die gesamte Trupbacher Heide: „Aufgrund seines besonderen Arteninventars mit einem hohen Anteil an RL-Arten ist das Gebiet im Kreis einzigartig und von überregionaler Bedeutung. Dies gilt sowohl für die Pflanzenals auch für die Tierwelt.“ Im Gesamtgebiet der Heide wurden 89 Brutvogelarten, 42 Tagfalterarten und 397 verschiedene Pflanzenarten nachgewiesen. Die Heidelerchen-Population in der Heide umfasste 1999 20 Brutpaare. Weitere Brutvogelarten sind Baumpieper, Dorngrasmücke, Feldlerche, Neuntöter, Wendehals und Wiesenpieper.

## Flächen Eigentümer
Am 17. April 2015 wurde die NRW-Stiftung Flächen Eigentümer der Trupbacher Heide. An diesem Tag unterzeichneten Bundesumweltministerin Barbara Hendricks, NRW-Umweltminister Johannes Remmel, Axel Kunze, Vorstandsmitglied der Bundesanstalt für Immobilienaufgaben (BImA) und NRW-Stiftungspräsident Harry Kurt Voigtsberger einen entsprechenden Rahmenvertrag. Auf Vorschlag des Landes NRW wurden vier Liegenschaften des Nationalen Naturerbes (NNE) aus Bundesbesitz durch Beschluss des Deutschen Bundestages an die NRW-Stiftung übertragen. Dabei handelte es sich um die ehemaligen Truppenübungsplätze Trupbacher Heide, Drover Heide im Kreis Düren und Steinheide im Rhein-Erft-Kreis sowie um die Rotbuchenwälder unterhalb des Steigenberger Grandhotel auf dem Petersberg in Königswinter.